# 1937年のメジャーリーグベースボール
以下は、メジャーリーグベースボール（MLB）における1937年のできごとを記す。
1937年4月19日に開幕し10月10日に全日程を終え、ナショナルリーグはニューヨーク・ジャイアンツが2年連続15度目のリーグ優勝で、アメリカンリーグもニューヨーク・ヤンキースが2年連続9度目のリーグ優勝を飾った。
前年と同じくニューヨーク同士の対決となったワールドシリーズはヤンキースがジャイアンツを4勝1敗で破り、2年連続6度目のシリーズ制覇となった。
1936年のメジャーリーグベースボール - 1937年のメジャーリーグベースボール - 1938年のメジャーリーグベースボール

## できごと
アメリカンリーグは、デトロイト・タイガースがチャーリー・ゲーリンジャー(この年の首位打者)やハンク・グリーンバーグ(この年の打点王)が好調であったがミッキー・カクレーン監督が頭部に死球を受けて休養したため結局2位に終わり、ヤンキースが102勝を上げてリーグ優勝した。ルー・ゲーリッグが本塁打37本・打点159、デビュー2年目のジョー・ディマジオが本塁打46本(この年の本塁打王)・打点167の成績で、これにフランキー・クロセッティ遊撃手、外野手でジョージ・セルカーク、トミー・ヘンリックが台頭し、捕手はビル・ディッキーが充実期を迎えていて、20年代の殺人打線に劣らない打撃陣であった。これにレフティ・ゴメス(21勝)、レッド・ラフィング(20勝)の左右のエースがいて、再び強いヤンキースが戻ってきた。
ナショナルリーグは、ジャイアンツがカール・ハッベル(22勝)、メルトン(20勝)、これにメル・オットが本塁打31本で三冠王となったジョー・メドウィック と本塁打王を分け合って、シカゴ・カブスを振り切り、ジョン・マグローから引き継いだビル・テリー監督の3度目のリーグ優勝であった。ただこれがニューヨーク・ジャイアンツの戦前最後のリーグ優勝となった。
ワールドシリーズは、前年と同じエースのレフティ・ゴメスが2勝(いずれも完投)し、レッド・ラフィングも1勝(完投)、あとの1勝はモンテ・ピアソン(8回2/3)で、ヤンキースの圧勝に終わった。

### ジョー・メドウィック
カージナルスのジョー・メドウィックはこの年に打率374、本塁打31本、打点154で三冠王を獲得しリーグMVPに選ばれた。しかもこの年の最多安打237本、最多得点111、最多塁打406、長打率.641、出塁率.414などもトップであった。しかしこの年が彼の絶頂期でその後次第に成績は下降していった。(1968年殿堂入り）

### ビル・ディッキー
ヤンキース捕手のビル・ディッキーはヤンキース一筋に野球人生を歩み、1929年から1946年までヤンキースでマスクをかぶり、その間に13年連続100試合以上捕手として出場し、1929年から6年連続3割を打ち、1年おいて1936年から1939年のヤンキース4連覇の時代でも4年連続3割を打ち、しかもこの時期に本塁打20本・打点100以上を4年連続記録して、強打者であるとともに、強肩無比の送球力と巧みなリード、投手の扱いの非凡な才能などチームメートへの心技両面での影響力の大きい選手であった。一時期監督も兼任し、その後コーチとなってヨギ・ベラを育てるなど1960年までヤンキースに在籍した。（1954年殿堂入り）

### ミッキー・カクレーン
タイガースのカクレーン捕手兼監督はこの年34歳だったが、開幕から5月末まで打って打率.304で好調であった。5月27日の対ヤンキース戦でも最初の打席で本塁打を打っていた。そして第2打席で悲劇が起きた。投手が投げた球をカクレーンの右こめかめ、右の目尻から5センチほど上に当ててカクレーンは顔の右を下に向けたまま昏倒し病院に運ばれた。頭蓋骨が3つに割れるほどの重傷で10日間意識不明であった。生命は取り止めたものの選手としての再起はならず、頭痛に悩まされながら翌年8月までは監督としてベンチに座り引退した。その後にアスレチックスのコーチ、ゼネラルマネージャー、ヤンキースやタイガースのスカウトを務めた。通算打率.320。（1947年殿堂入り）
彼がアスレチックスで3連覇して活躍していた頃に遠くオクラホマ州の炭鉱夫でカクレーンの大ファンだった男がいた。この男は1931年に生まれた息子にカクレーンに因んでミッキーと名付けた。もともとセミプロ級の投手だった父親はやがて息子を野球選手として育てることを決意して幼い頃から英才教育で育て挙げた。20年後にミッキーと名付けられた息子は野球界の逸材として注目され、ニューヨーク・ヤンキースにディマジオの後継者として嘱望されながら入団した。1950年代から60年代にかけてメジャーリーガーとして最も有名になったこの息子が後のミッキー・マントルである。

### 記録
- ニューヨーク・ヤンキースの フランキー・クロセッティ遊撃手が、この年に3回隠し球に成功した。これは1902年にデトロイト・タイガースのビル・コーリン三塁手が、同じく3回成功した記録に並ぶものであった。クロセッティは1936年に1回、この1937年に3回、1938年に1回、1940年に1回成功して、通算6回成功させている。しかしビル・コーリンはさらに通算9回成功している。

## 最終成績

### レギュラーシーズン
| 順 | チーム                           | 勝利 | 敗戦 | 勝率 | G差  |
| -- | -------------------------------- | ---- | ---- | ---- | ---- |
| 1  | ニューヨーク・ヤンキース         | 102  | 52   | .662 | --   |
| 2  | デトロイト・タイガース           | 89   | 65   | .578 | 13.0 |
| 3  | シカゴ・ホワイトソックス         | 86   | 68   | .566 | 16.0 |
| 4  | クリーブランド・インディアンス   | 83   | 71   | .539 | 19.0 |
| 5  | ボストン・レッドソックス         | 80   | 72   | .526 | 21.0 |
| 6  | ワシントン・セネタース           | 73   | 80   | .477 | 28.5 |
| 7  | フィラデルフィア・アスレチックス | 54   | 97   | .358 | 46.5 |
| 8  | セントルイス・ブラウンズ         | 46   | 108  | .299 | 66.0 |

| 順 | チーム                       | 勝利 | 敗戦 | 勝率 | G差  |
| -- | ---------------------------- | ---- | ---- | ---- | ---- |
| 1  | ニューヨーク・ジャイアンツ   | 95   | 57   | .625 | --   |
| 2  | シカゴ・カブス               | 93   | 61   | .604 | 3.0  |
| 3  | ピッツバーグ・パイレーツ     | 86   | 68   | .558 | 10.0 |
| 4  | セントルイス・カージナルス   | 81   | 73   | .526 | 15.0 |
| 5  | ボストン・ビーズ             | 79   | 73   | .526 | 16.0 |
| 6  | ブルックリン・ドジャース     | 62   | 91   | .405 | 33.5 |
| 7  | フィラデルフィア・フィリーズ | 61   | 92   | .399 | 34.5 |
| 8  | シンシナティ・レッズ         | 56   | 98   | .364 | 40.0 |

### オールスターゲーム
- アメリカンリーグ 8 - 3 ナショナルリーグ

### ワールドシリーズ
- ヤンキース 4 - 1 ジャイアンツ

| 10/6 –  | ジャイアンツ | 1 | - | 8 |  | ヤンキース   |
| 10/7 –  | ジャイアンツ | 1 | - | 8 |  | ヤンキース   |
| 10/8 –  | ヤンキース   | 5 | - | 1 |  | ジャイアンツ |
| 10/9 –  | ヤンキース   | 3 | - | 7 |  | ジャイアンツ |
| 10/10 – | ヤンキース   | 4 | - | 2 |  | ジャイアンツ |

## 個人タイトル

### アメリカンリーグ
| 項目   | 選手                             | 記録 |
| ------ | -------------------------------- | ---- |
| 打率   | チャーリー・ゲーリンジャー (DET) | .371 |
| 本塁打 | ジョー・ディマジオ (NYY)         | 46   |
| 打点   | ハンク・グリーンバーグ (DET)     | 183  |
| 得点   | ジョー・ディマジオ (NYY)         | 151  |
| 安打   | ビュー・ベル (SLA)               | 218  |
| 盗塁   | ベン・チャップマン (WS1/BOS)     | 35   |
| 盗塁   | ビリー・ワーバー (PHA)           | 35   |

| 項目   | 選手                       | 記録 |
| ------ | -------------------------- | ---- |
| 勝利   | レフティ・ゴメス (NYY)     | 21   |
| 敗戦   | ハリー・ケリー (PHA)       | 21   |
| 防御率 | レフティ・ゴメス (NYY)     | 2.33 |
| 奪三振 | レフティ・ゴメス (NYY)     | 194  |
| 投球回 | ウェス・フェレル (BOS/WS1) | 281  |
| セーブ | クリント・ブラウン (CWS)   | 18   |

### ナショナルリーグ
| 項目   | 選手                       | 記録 |
| ------ | -------------------------- | ---- |
| 打率   | ジョー・メドウィック (STL) | .374 |
| 本塁打 | ジョー・メドウィック (STL) | 31   |
| 本塁打 | メル・オット (NYG)         | 31   |
| 打点   | ジョー・メドウィック (STL) | 154  |
| 得点   | ジョー・メドウィック (STL) | 111  |
| 安打   | ジョー・メドウィック (STL) | 237  |
| 盗塁   | オージー・ギャラン (CHC)   | 23   |

| 項目   | 選手                       | 記録 |
| ------ | -------------------------- | ---- |
| 勝利   | カール・ハッベル (NYG)     | 22   |
| 敗戦   | ウェイン・ラマスター (PHI) | 19   |
| 防御率 | ジム・ターナー (BSN)       | 2.38 |
| 奪三振 | カール・ハッベル (NYG)     | 159  |
| 投球回 | クラウド・パッソー (PHI)   | 292⅓ |
| セーブ | メイス・ブラウン (PIT)     | 7    |
| セーブ | クリフ・メルトン (NYG)     | 7    |

## 表彰

### シーズンMVP
- アメリカンリーグ ： チャーリー・ゲーリンジャー （DET）
- ナショナルリーグ ： ジョー・メドウィック （STL）

### アメリカ野球殿堂入り表彰者
BBWAA投票
- ナップ・ラジョイ
- トリス・スピーカー
- サイ・ヤング

ベテランズ委員会選出
- モーガン・バークリー (発展貢献者)
- バン・ジョンソン (発展貢献者)
- コニー・マック (監督)
- ジョン・マグロー (監督)
- ジョージ・ライト (発展貢献者)